# El viaje de Marcos
El viaje de Marcos es un libro ganador del IV Premio Odisea de literatura en el año 2002, escrito por Óscar Hernández.

## Argumento
Marcos y Álex se conocieron veinticinco años atrás, en el transcurso de un verano de descubrimientos y revelaciones sobre su propia esencia. El primer amor es, a veces, el verdadero, el que no tiene límites ni muere con el tiempo. Aquel primer y único encuentro entre ellos en los campos de un pequeño pueblo de La Mancha cambiaría sus vidas para siempre. Irremediablemente. Pero de su encuentro no solo nacerá el amor, también hará aflorar la muerte, el odio, la hipocresía, el rechazo: los fantasmas que caracterizaron a los últimos años del franquismo, unos tiempos difíciles, con sus tabúes, sus prohibiciones, pero con sus ardientes ansias de libertad también.
El viaje de Marcos es un reencuentro con su pasado, con su hermano gemelo Gus, con su abuela Palmira y con todos los personajes que compartieron ese último verano importante de su vida. Marcos emprenderá un intenso viaje en tren hacia el sur, hacia Molinosviejos, en el transcurso del cual rememorará los hechos que provocaron su marcha de allí. Un viaje en busca del amor que no se extingue y de su propia identidad. Pocas veces un libro puede hacer surgir tanto sentimiento y tanta emoción como este.
«Es conmovedora, se lee de un tirón y al final deja un gusto dulce y amargo. En estos tiempos desalmados se agradece un romanticismo tan ingenuo.» Leopoldo Alas, El Mundo. 
«Un cautivador viaje al pasado en el que el amor, una vez más, se sitúa por encima de la vida. Absolutamente recomendable.» Marcos Prau, Shangay Express.

## Personajes
En su viaje Marcos se reencontrará con su hermano gemelo Gus, su abuela Palmira, David y su primer amor (Álex).

## Situación
El libro se desarrolla en los recuerdos de Marcos en su viaje hacia el sur en tren, a Molinosviejos, una localidad ficticia de Ciudad Real entre el momento actual, y su último verano allí, caracterizado por la oscuridad de los últimos años del franquismo y las ansias de libertad de Marcos. Su hermano gemelo Agustín (Gus) le acompaña. En ese verano de 1970, conocerá a Álex, un chico que escribe poemas y que seduce a Marcos con su profunda personalidad.
- Datos: Q5827067